# گاوصندوق

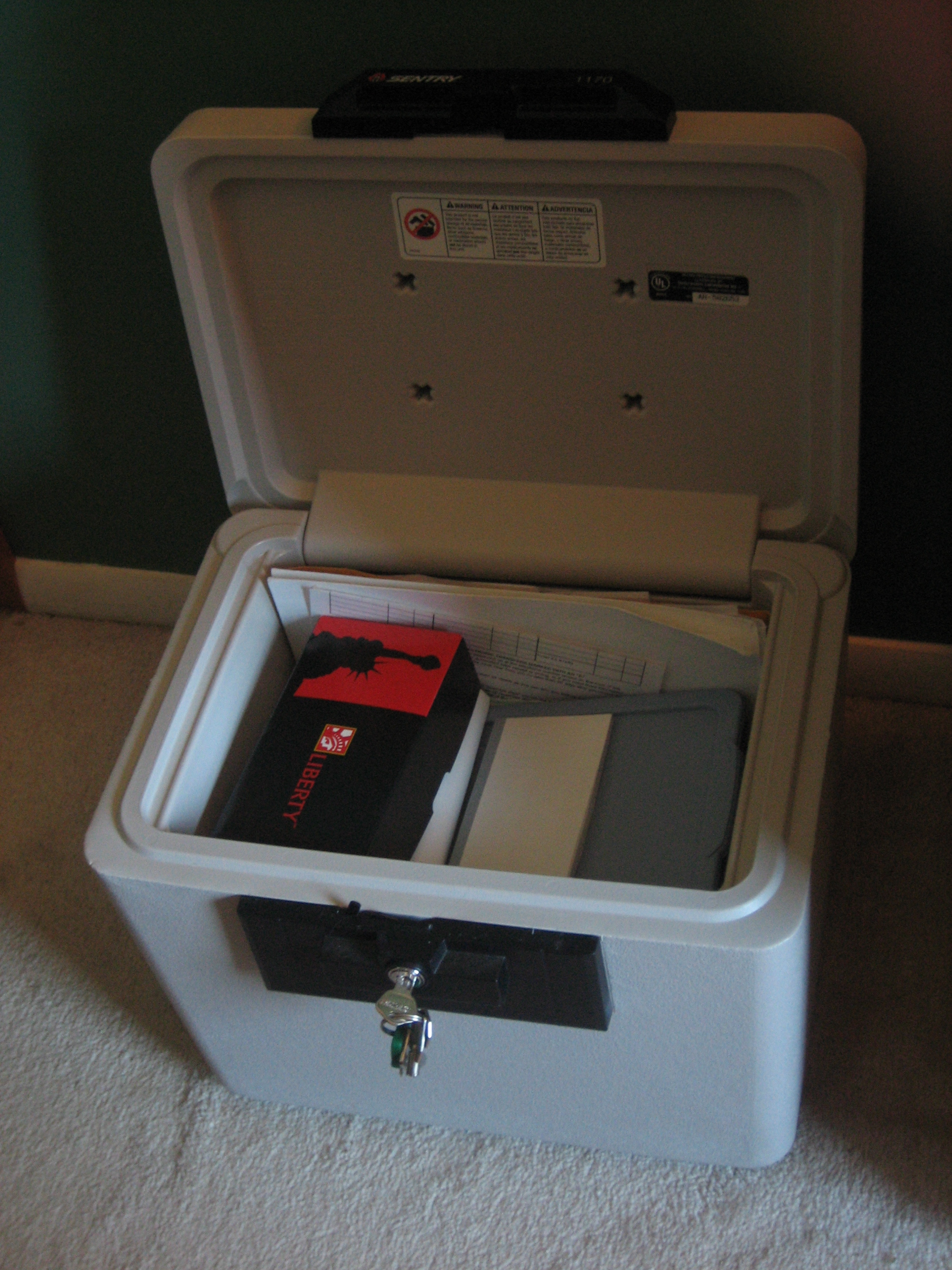
گاوصندوقی خانگی که قابل جابجایی است. این گونه گاوصندوق‌ها معمولاً برای محافظت از اشیا در برابر آتش استفاده می‌شوند.

یک گاوصندوق (همچنین جعبه قوی یا صندوق نامیده می‌شود) جعبه ایمن قابل قفل است که برای ایمن کردن اشیاء با ارزش در برابر سرقت یا آتش‌سوزی. گاوصندوق معمولاً یک مکعب یا استوانه توخالی است که یک وجه آن قابل جابجایی است یا لولاd برای تشکیل در. بدنه و در ممکن است ریخته‌گری از فلز (مانند فولاد) یا از طریق قالب‌گیری دمشی از پلاستیک تشکیل شده باشد. گاوصندوق‌های عابر بانک معمولاً روی پیشخوان محکم می‌شوند، دارای یک شکاف برای انداختن اشیای قیمتی به داخل گاوصندوق بدون باز کردن آن، و یک قفل ترکیبی تأخیر زمانی برای جلوگیری از سارقان هستند. یکی از تمایزهای مهم بین انواع گاوصندوق این است که آیا گاوصندوق روی دیوار یا سازه محکم می‌شود یا اینکه می‌توان آن را جابجا کرد. یک نسخه کمتر امن (فقط برای پشت نقد مناسب است) معمولاً صندوق نقدی نامیده می‌شود.

## تاریخچه
اولین گاوصندوق اختراع شده به قرن سیزدهم قبل از میلاد برمی گردد و در مقبره فرعون رامسس دوم پیدا شد. این از چوب ساخته شده بود و شامل یک سیستم قفل شبیه به قفل مدرن پین بود.
در قرن شانزدهم، آهنگران در جنوب آلمان، اتریش و فرانسه برای اولین بار جعبه‌های پول نقد را با ورقه‌های آهنی ساختند. این صندوق‌های پول آهنی به عنوان مدلی برای جعبه‌های نقدی تولید انبوه در قرن ۱۹ عمل می‌کردند.
در سال ۱۸۳۵، مخترعان انگلیسی چارلز و جرمیا چوب در ولورهمپتون، انگلستان، حق ثبت اختراع برای یک گاوصندوق مقاوم در برابر سرقت دریافت کردند و تولید گاوصندوق را آغاز کردند.[۳]
برادران چاب (به انگلیسی: Chubb brothers) از سال ۱۸۱۸ میلادی قفل تولید می‌کردند. قفل‌های چاب (به انگلیسی: Chubb Locks) تا سال ۲۰۰۰ یک شرکت مستقل بود که به شرکت آسا آبلوی (به انگلیسی: Assa Abloy) فروخته شد.
در ۲ نوامبر ۱۸۸۶، مخترع هنری براون یک «ظروف برای نگهداری و نگهداری کاغذ» را به ثبت رساند. این کانتینر ضد آتش و مقاوم در برابر تصادف بود زیرا از فلز آهنگری ساخته شده بود. جعبه می‌توانست به‌طور ایمن با قفل و کلید ایمن شود و همچنین می‌توانست با ارائه شکاف‌های مختلف برای سازمان‌دهی اوراق مهم، سازماندهی خود را حفظ کند.[۴][۵]

## انواع گاو صندوق‌های مخفی
همان گونه که از نام این دسته از محصولات پیداست، این گاوصندوق‌ها با توجه به طراحی، کاربرد و نیز حجم متناسبی که دارند، به سادگی قابل پنهان‌سازی خواهند بود. بعضی از گاوصندوق‌ها به دلیل امنیت بیشتر مخفی هستند.

### گاوصندوق زیرزمینی
گاوصندوق زیرزمینی (به انگلیسی: Underfloor safe) یکی از انواع گاوصندوق‌های مخفی است که به لحاظ ایمنی در صدر گاوصندوق مخفی و حتی گاوصندوق‌های دیگر قرار دارد. گاوصندوق زیرزمینی در محیط مشخصی توسط بتن به زمین متصل می‌شود. این گاوصندوق‌ها دو مدل دارند، یک مدل از گاوصندوق‌های زیرزمینی وقتی به زمین متصل می‌شود دیگر نمی‌توان آن را جابجا کرد. مدل دیگر که معروف به گاوصندوق تخته کف (به انگلیسی: floorboard safe) است دیگر توسط بتن فیکس نمی‌شود. این دسته از گاوصندوق زیرزمینی به کمک پیچ و مهره ثابت می‌شود و امکان جابه‌جایی آن وجود دارد. به‌طور کلی گاوصندوق زیرزمینی از هر نوعی که باشد به لحاظ امنیتی در رده بالایی قرار دارد اما باید بدانید که مخاطبان خاص خودش را دارد و برای همه مشتریان گاوصندوق قابل استفاده نیست.

### گاوصندوق تخته کف
گاوصندوق تخته کف (به انگلیسی: floorboard safe) یکی از دیگر از گاوصندوق مخفی است که بسیار شبیه به گاوصندوق زیرزمینی (به انگلیسی: underfloor safe) است، با این تفاوت که گاوصندوق‌های زیرزمینی توسط بتن به فضای اطرافشان فیکس می‌شوند و برای همیشه در آن محیط ثابت می‌شوند اما گاوصندوق‌های تخته کف توسط پیچ و مهره به فضای اطرافشان در داخل زمین متصل خواهند شد و به لحاظ امنیتی از گاوصندوق‌های زیر زمینی پایین ترند. این گاوصندوق‌ها نیز همانند سایر گاوصندوق‌های مخفی باید دارای استاندارد نسوز و ضد سرقت باشند و به هیچ عنوان با این فرض که گاوصندوق داخل زمین قرار می‌گیرد و محیط اطراف مانع رسیدن گرما به گاوصندوق می‌شود از نسوز بودن گاوصندوق نباید صرف نظر کرد.

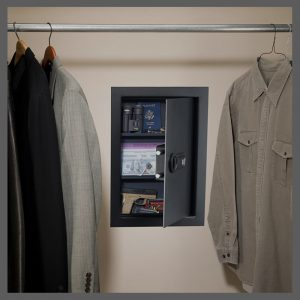
نمونه ای از گاوصندوق‌های زیرزمینی.

### گاوصندوق دیواری
گاوصندوق‌های دیواری (به انگلیسی:wall safes) یکی دیگر از انواع گاوصندوق‌های مخفی هستند که اگر به درستی به دیوار متصل شوند می‌تواند امنیت خوبی داشته باشند. این گاوصندوق‌ها به راحتی پشت یک آینه، تابلو و حتی کمد لباس مخفی و از دید خارج می‌شوند. در گاوصندوق دیواری باید توجه داشته باشید که بعد از نصب گاوصندوق حتماً با دیوار همسطح شود و کلید و اهرم مانع پنهان شدن گاوصندوق نشود. اما در مورد گاوصندوق‌های دیواری توجه داشته باشید که این محصولات عموماً دارای لایه فولادی نازک تری به نسبت سایر گاوصندوق‌ها هستند و برای نگهداری پول و طلا و جواهرات خیلی استفاده نمی‌شود. گاوصندوق دیواری نیز باید استاندارد نسوز و ضد سرقت را داشته باشند تا به عنوان یک گاوصندوق مناسب برای نگهداری دارایی‌ها روی آن حساب کرد. گاوصندوق دیواری به لحاظ ابعاد به نسبت دو گاوصندوق زیرزمینی که توضیح داده شد دارای محدودیت بیشتری هستند.سیف باکس‌ها که نوعی گاوصندوق کوچک هستند که علاوه بر کاهش هزینه حمل و نقل گاوصندوق و سهولت جابجایی، امکان قرارگیری در فضاهای مخفی‌تر منزل نظیر داخل کمد دیواری، زیر قفسه‌ها و ویترین‌ها و غیره را خواهند داشت.
گاوصندوق توکار دیواری یکی از امن‌ترین و کاربردی‌ترین نوع گاوصندوق مخفی است که به‌طور مستقیم داخل دیوار نصب می‌شود. این مدل، به دلیل نوع خاص طراحی و نصب، امنیت بسیار بالایی را برای نگهداری اموال، اوراق و اشیای ارزشمند شما فراهم می‌کند. گاوصندوق توکار داخل دیوار نصب می‌شود و قابل جدا شدن نیست، بنابراین برای محافظت در برابر سرقت بسیار مناسب است.
همچنین این گاوصندوق‌های مخفی، معمولاً با درب‌هایی مستحکم و قفل‌های دیجیتالی پیشرفته و هوشمند عرضه می‌شوند و در صورت پوشاندن درب آن با تابلو، قفسه یا دکوراسیون دیگر، به‌سختی شناسایی می‌شوند. همچنین، به دلیل عدم اشغال فضای محیط، گزینه‌ای ایده‌آل برای منازل و دفاتر کوچک محسوب می‌شوند. گاوصندوق توکار بهترین راه‌حل برای افرادی است که به امنیت بالا و طراحی پنهان اهمیت می‌دهند.

## سیف باکس های مخفی
سیف باکس‌های کوچک، صندوق هایی ایده‌آل برای حفظ و تفکیک حریم خصوصی و نیز امنیت اشیای ارزشمند در منازل یا حتی دفاتر کوچک هستند. این گاوصندوق‌ها به دلیل ابعاد جمع‌وجوری که دارند، به‌راحتی در داخل کمدها مخفی می‌شوند و امکان اتصال آن‌ها به دیوار یا کف کمد هم  در برخی مدل ها وجود دارد.
این ویژگی باعث می‌شود که سیف باکس در برابر جابه‌جایی یا سرقت مقاوم باشد. سیف باکس‌ها با طراحی کاربردی که دارند، برای نگهداری اسناد مهم، گوشی و لپتاپ، پول نقد و وسایل شخصی طراحی شده‌اند و با قفل‌های دیجیتالی پیشرفته، آرامش خاطر کاربران را فراهم می‌کنند.
استتار آسان، نصب سریع و امنیت بالا، این گاوصندوق ها را به محصولات محبوب و پرفروش تبدیل کرده است.

## صندوق خودرویی مخفی (رینگ باکس)
صندوق خودرو یا رینگ باکس یک صندوق مخفی است که به‌طور خاص برای نگهداری اشیای مهم در داخل لاستیک زاپاس ماشین طراحی شده است که امنیت لاستیک زاپاس شما را نیز تامین خواهد کرد.
رینگ باکس گزینه‌ای ایده‌آل برای نگهداری پول نقد یا اسناد و مدارک مهم در سفرها است. این محصول نه تنها از فضای اضافی در خودرو استفاده مفید می‌کند، بلکه به دلیل استتار هوشمندانه، توجه زیادی را جلب نمی‌کند و برای افرادی که به امنیت دارایی‌هایشان اهمیت می‌دهند، انتخابی مطمئن است.
گاوصندوق‌ خودرو که با قرارگیری و پنهان شدن در زاپاس خودرو، علاوه بر جلوگیری از سرقت لاستیک زاپاس، فضای داخلی آن، مکان امنی برای قرارگیری وسایل ارزشمند شما نظیر پنل ضبط، اسناد خودرو و غیره خواهد بود.

### ریزصندوق
ریزصندوق‌ها (به انگلیسی:Compact Safe) در دسته گاوصندوق‌های مخفی از امنیت بسیار کمتری برخوردار هستند، اما از آن جایی که به لحاظ ظاهر و حتی ابعاد کوچک به راحتی در فضاهای متفاوت قرار می‌گیرند و پنهان می‌شوند کماکان تقاضا دارد. نوعی از این گاوصندوق‌ها که گاوصندوق کتابی نامیده می‌شوند، ظاهری شبیه به کتاب و دیکشنری و دیگر اجسام کوچک دارند تا بتوانند در محیط‌هایی مثل کتابخانه و… به راحتی مخفی شوند. بنابرین سارقان به سختی می‌توانند گاوصندوق‌های کتابی را پیدا کنند؛ این ویژگی می‌تواند گاوصندوق‌های کتابی را در برابر سارقان امن تر و از ریزصندوق‌های معمولی برتر سازد.
1. ↑  "تاریخچه گاوصندوق ها". Insafe International Limited. Archived from the original on 30 June 2020. Retrieved 2020-06-30.گاوصندوق مخفی
2. ↑  "صندوق‌های پول قرن شانزدهم و هفدهم". قفل‌های تاریخی. Retrieved 2020-06-30.
3. ↑  «گاو صندوق مخفی سدید- قیمت خرید انواع گاوصندوق مخفی کوچک». www.sadidsafe.com. دریافت‌شده در ۲۰۲۵-۰۱-۱۵.

## نگارخانه

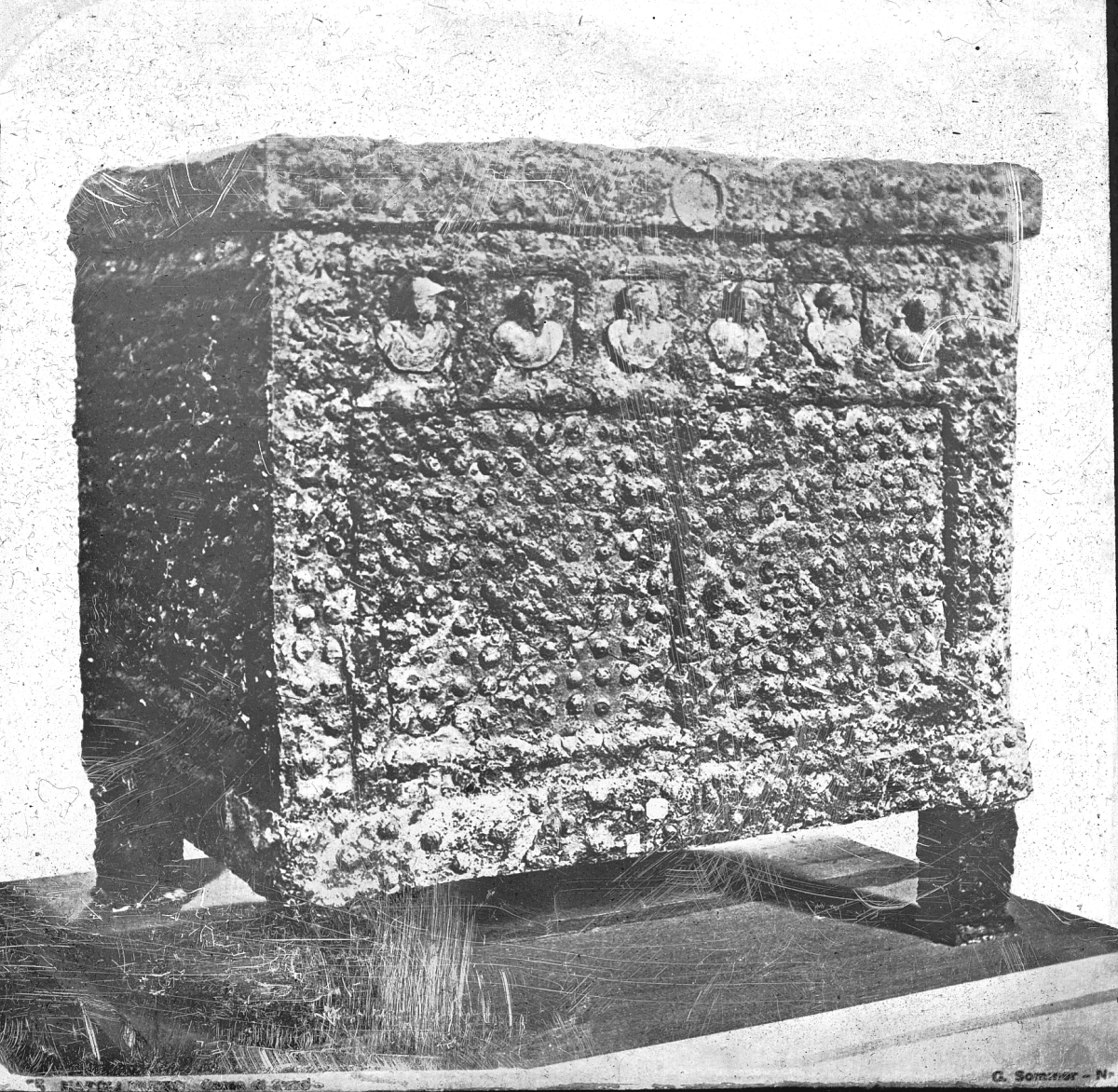
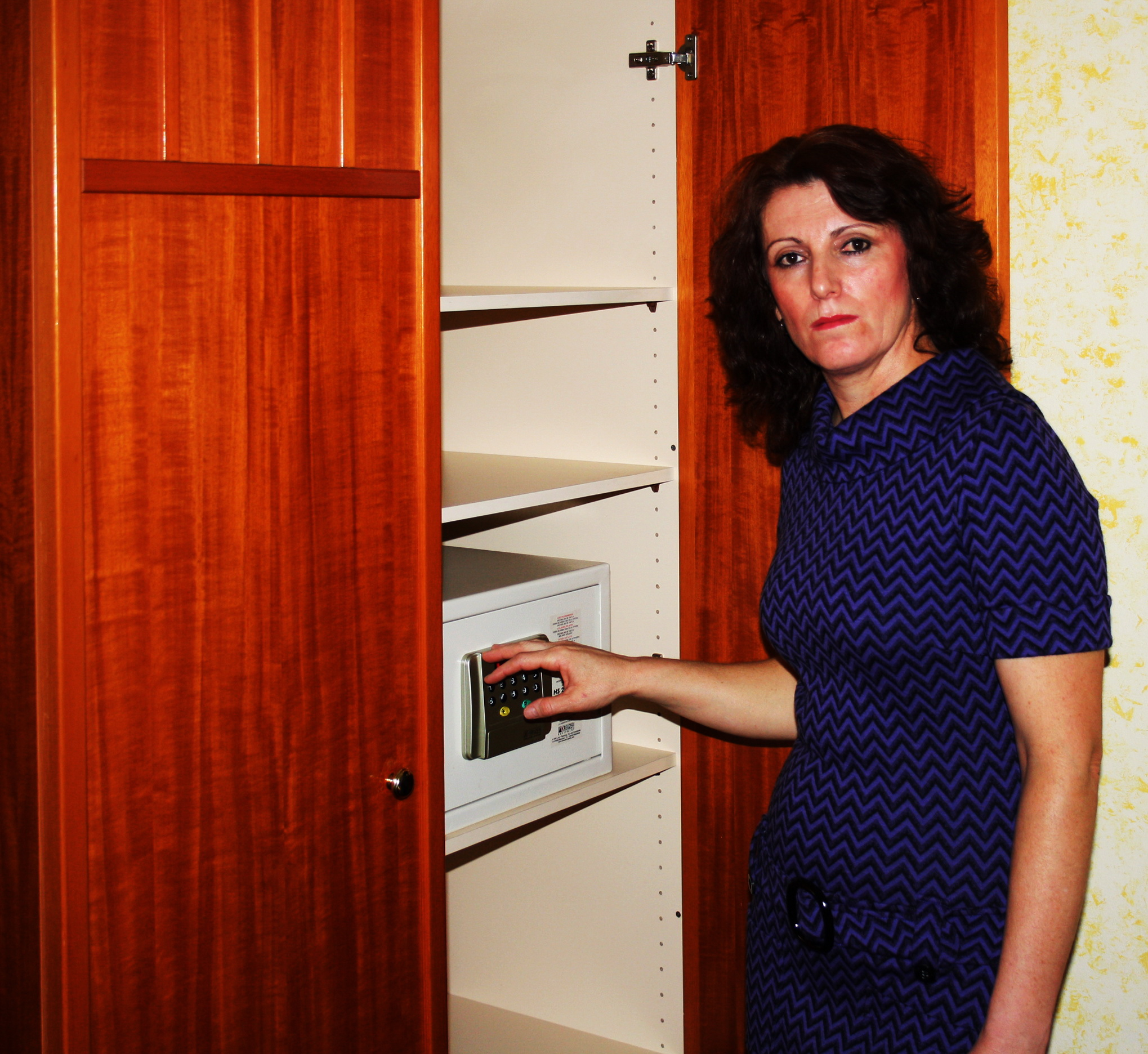